# Álex Mumbrú
Álex Mumbrú, född 12 juni 1979 i Barcelona, Spanien, är en spansk idrottare som tog OS-silver i basket 2008 i Peking. Detta var Spaniens andra medalj i herrbasket i olympiska sommarspelen. Innan sin pension 2009 tävlade han för Real Madrid Baloncesto.